# Garhshanker
Garshanker o Garhshankar és una ciutat i municipi del districte d'Hoshiarpur al Panjab, Índia. Segons el cens del 2001 la població és de 15.094 habitants.
Fou fundada pel rei rajput doad, Shankar Sahai (el nom vol dir Fortalesa de Shankar), vers l'any 1000. El 1775 fou conquerida pel Tika dels Ghorewaha, i va matar el rei i altres membres de la família; cinc nets van escapar a la mort. El 1815 va ser ocupada per Ranjit Singh i va rebre el suport dels doads que conservaven Mansowal, i que van rebre terres a la regió entorn el seu feu. Fou capital de tehsil sota els britànics el 1844; els doads rajputs van rebre 8 pobles a la comarca de Mansowal.

## Nota
1. ↑  Final Report of Revised Settlement, Hoshiarpur District, 1877-1884, by J. A. L. Montgomery, published 1885, Calcutta Central Press Co.